# ゴジラジュニア
ゴジラジュニア（Godzilla Jr.）は、特撮映画「ゴジラシリーズ」に登場する架空の怪獣。ここではその前身であるベビーゴジラ、リトルゴジラについても扱う。

## 概要
ベビーゴジラとして『ゴジラvsメカゴジラ』（1993年）で初登場。同族・仲間意識はかなり強いものであるらしく、ゴジラはジュニアを助けるためにメカゴジラやスペースゴジラと戦う。
昭和ゴジラシリーズのミニラが実子と設定されているのに対し、こちらはゴジラの世界でただ一体の同族ではあるものの直接の血縁関係がある実子ではなく、ゴジラの元となるゴジラザウルスの幼体である。
製作の田中友幸は、成長し変化していくことが魅力のキャラクターだと述べるように、登場回数を重ねるごとに姿と名称が変化し、『ゴジラvsデストロイア』では小さいながらもゴジラに近い姿となる。
各形態のデザインを手掛けた西川伸司は、物語上は同一の存在でも作品ごとに負わされる役割が異なり、デザインの一貫性よりもその都度の役割に応じたものを求められていたと語っている。

## ベビーゴジラ
『ゴジラvsメカゴジラ』に登場。
ベーリング海のアドノア島にて翼竜の巣跡から発見され、そこに托卵されていたプテラノドンのものと思われていた卵から孵化した、ゴジラザウルスの幼体。京都の国立生命科学研究所での孵化に立ち会った五条梓を母親として認知し、「ベビー」の愛称で親しまれる。目は半分まぶたが下りた眠たげなものとなっている。足の指は成体のゴジラザウルスと同様に3本で、蹴爪もあるが、より第4の指に近い。縞模様が体にあり、通常のゴジラザウルスと異なってトゲが2本のV字型の背びれを持ち、特に尾の先端にあるものはゴジラと似た形状となっている。雑食性で、好物は花とハンバーガー。孵化前（卵の中）から自分を守ってくれる母性=母親を探し、恐怖や不安を感じると孵化前の卵状態の全体や孵化後も両目が赤く輝いておびえはじめて同族や仲間に助けを求める一種のテレパシー能力を持つ。
国連G対策センターのサブ・ドックをゴジラ対策を研究するために改造され、飼育場として提供された。三枝未希はゴジラと対立していたため、ベビーに拒絶されることを恐れていたが、彼女の髪を尻尾でほどくなど穏やかに接している。
アドノア島で翼竜に托卵されていたと考えられる。核廃棄物の影響で怪獣化したラドンとはある種の乳兄弟であり、ベビーが恐怖を感じるとラドンは即座にその思念を感じ取り、ゴジラもまた同族の呼びかけに反応し、ベビーを求めて京都に上陸する。ゴジラとほぼ同じ体内構造をしているために同じ弱点を持つとされ、同族であることを理由にゴジラを無人島へおびき寄せる作戦が立てられるが、その移送中にラドンによって奪還。迎撃に出動したメカゴジラとベビーを追ってきたゴジラによる三つ巴の戦いを繰り広げる。最初のうちはゴジラに仲間意識を持たずにおびえるが、最後には梓の願いのもと、ゴジラと共に南太平洋のバース島へ渡る。
- 書籍『ゴジラVSメカゴジラ超全集』では、背びれが存在する理由について、幼体期にのみみられる古代の名残であり、ゴジラの背びれは核エネルギーで変化する際に生じたネオテニーであるものと推測している[34]。

### 制作（ベビー）
監督の大河原孝夫によれば、ベビーの登場は東宝プロデューサーの富山省吾からの強い希望であったといい、当時の恐竜ブームを反映したものではなく、ミニラに代わるキャラクターの登場を意図したものであったという。脚本を担当した三村渉も、富山からミニラではない新しいかたちのゴジラの子供を要望されたと述べている。
梓との交流について三村は、卵の段階から刷り込みをやってみたかったといい、また巨大な生物が女子によりかかるアンバランスな面白さを表現したかったと語っている。
「恐竜の子供」という要素は同年7月公開の『REX 恐竜物語』と共通する要素であったが、大河原は本作品の制作時点では観ておらず、あくまで「ゴジラザウルスの子供」であることを強調した旨を述べている。一方で、『ゴジラvsキングギドラ』でのゴジラザウルスの再現にもこだわっておらず、独自に恐竜としてのリアリティを意図していた。

### デザイン（ベビー）
決定稿デザインは西川伸司。後述のように、本編班がベビーゴジラを担当することになったため、特技監督の川北紘一から派遣される形で西川が本編班に出向き、デザイン作業を行った。当初は「ゴジラの子供」か「ゴジラザウルスの子供」かで方向性が分かれており、最終的に後者でまとめられた。前者のコンセプトは次作のリトルゴジラで活かされた。可愛らしさの中にリアルな生物感を出すことを課題に、両脚の関節を人間とは逆向きにしている。監督の大河原孝夫は、プロデューサーの富山省吾はミニラのようなキャラクターを想定していたが、ミニラそのものでは世界観にそぐわないため、特に腐心したと述べ、また川北はベビーのデザインをあまり好んでいなかったと証言している。
プロポーションは、スーツアクターの破李拳竜をモデルにしている。ゴジラザウルスの子供としつつもゴジラの子供であるという要素も出すため、胴体は恐竜で顔にゴジラらしさを取り入れている。また、ゴジラとの共通性を持たせるため、ゴジラザウルスにはなかった背びれを設けている。当初は背びれをゴジラと同じ三つ又状としていたが、最終決定直前デザインの段階で二又状に改められた。股関節は、人間が中に入ることを前提としながらも、実際の恐竜のように胴体の両脇から生えているように見える形状としている。
体色は、大河原から明るいイメージと提示されていたが、検討案の1つとして提出した紫地に青い縞模様を描いたものが好評を得て、模様をつけることも検討されていた。紫は賛否が分かれ、デザイン作業の後半は色と柄の検討が中心となっていった。

### 造型（ベビー）
造形はサンクアールが担当。佐藤保がチーフにスーツ製作は天木雅和をリーダーに 、三木康次、橋本詳、八木武、島田一明らが担当。
スーツの素材には特殊メイクでも使用するフォームラバー（フォームラテックス）を使っているため、非常に柔らかく肌触りが良かったという。演じる破李拳竜も軽くて動きやすかったと証言しているが、着用時に破かないよう気を遣ったとも述べている。着用時には破李拳とスーツの間に詰め物をすることで体表に凹凸を出し、動きに合わせて凹凸が表面に現れることで筋肉の表現としている。天木は、数日程度で表皮を張り替えるつもりでいたが意外に保ったといい、海に入るシーンでガタが来たと述べている。
頭部は内蔵メカによって重くなるため、造型側で首に支えを設ける予定であったが、破李拳は固定されると首の動きが表現できなくなるため、自身が耐えれば良いとしてこれを断った。
デザイン画では、足の後部の爪は蹴爪として描かれていたが、造型では内側に向けたものとなった。尻尾の先端にも、スタッフが遊びで付けた背びれが付いている。
着ぐるみのほか、表情が細やかに表現できる上半身だけのメカニカルモデルや、メカ内蔵のしなる尻尾や卵から孵る際の後頭部、指が開く両足首だけの造形物なども用意された。上半身モデルは、スーツと同じ原型から作られたが、メカが内蔵されるために表情が険しくなった。
天木は造形物の顔は獅子舞に似ていると評しており、梓役の佐野量子も撮影後に獅子舞が出てくる夢を見たという。
そのほか、ラストの海のシーン用に1尺サイズの人形が東宝特美によって製作された。
助監督を務めた手塚昌明は、ベビーゴジラの頭部造形物を所有している。
頭部メカの撮影用プロップは、2021年開催の「大ゴジラ特撮王国」にてスペースゴジラの粘土造型とともに展示されている。

### 撮影・演出（ベビー）
スーツアクターは破李拳竜。
登場シーンの撮影は俳優と等身大で共演するため、特撮班ではなく本編班で行われた。監督の大河原孝夫は、当初川北紘一の特撮班がやると思い込んでいたため、他人事のように考えていたという。ラストの海のシーンのみ特撮班が撮影を行った。
撮影には、サンクアールのスタッフがラジコン操作を行い、フル稼働には10人程度を要していた。撮影現場では、各操作スタッフがカメラの映像を確認できるようモニターが用意されていた。当時の合成はブルーバックが主流であったが、ベビーは体色がブルー系のためグリーンバックでの撮影となった。
破李拳は、演技の参考として動物園を訪れたが、爬虫類はあまり動かないため参考にならず、歩き方はクジャクなどの鳥類を、梓へのじゃれ方はイヌやネコの子供を参考にしている。演技においては、わざとらしくない自然な演技が意識され、破李拳は張り切って動きすぎるため大河原から動かないよう指示されることも度々あったという。また、常に前傾姿勢となるため破李拳は足腰が辛かったといい、現場では椅子を用意してもらいスーツを着たまま座っていた。大河原は、破李拳に随分負担をかけてしまったと述懐している。
足だけのものは、卵から出た一歩目のシーンに用いられた。当初このシーンは予定になかったが、足の動きを最初に印象づけることで、その後の描写で実際に歩いていなくても足が動いていることを理解させる意図から加えられた。また、大河原はベビーをただかわいく描写するのではなく、誕生前に不気味な様子を描くことで誕生時の意外性を強調し、キャラクター性に幅を持たせることを意図していた。
ハンバーガーを食べるシーンでは、撮影所近くにあったロッテリアの本物のハンバーガーが用いられた。1回食べるごとに使えなくなるため多数用意され、撮り直すごとに電子レンジで温めていた。
海に入るシーンでは、幕張の海に実際にスーツで入って撮影している。サンクアール側は素材の都合から水に入れることに消極的で1回だけと要望していたが、本番では1回でOKにならず4テイク撮る結果となった。
鳴き声は、音響効果の佐々木英世が自身の声を加工して用いている。通常、音響効果は撮影後に行われるが、ベビーの鳴き声のみ撮影時に必要なため事前に用意された。
前作『ゴジラvsモスラ』の撮影時にゴジラのスーツなどが盗難にあったことから、ベビーの造形物は厳重に保管されていた。

## リトルゴジラ
『ゴジラvsスペースゴジラ』に登場。
バース島に生息。ベビーゴジラがアドニア島で浴びた核とゴジラから発せられた放射能を浴び続けたことで恐竜から怪獣に急成長した姿。名前の由来は「リトル（小さい）」から。怪獣の属性が勝り始めているため、恐竜よりも怪獣に近づいている。大人のゴジラザウルスの2倍以上の身長だが穏やかで闘争本能がなく、人間に育てられたため、非常に人懐っこいいたずら好きな性格。ゴジラとは直接の血縁関係はないが、現世の地球で残り少ない同族への信頼感やシンパシーも生まれ始め、ゴジラから護られたり、スペースゴジラに敗れたゴジラを介抱するなどしている。作中において「リトルゴジラ」とは呼ばれず、人間たちからは前作から引き続き「ベビー」と呼称されるほか、Gフォースの結城晃からは「チビゴジ」というあだ名が付けられる。作中における「リトル」の呼称は、次作『ゴジラvsデストロイア』が初出となる。
緑色の体色に黄色い腹のツートンカラーで、体表のウロコは、ゴジラと同様の皮膚に変化している。背びれは丸いコブのようになっており、尻尾も極端に短くなっている。歯はベビーのころに比べてかなり生えそろっているが、まだ2重にはなっていない。足も太短くなったことで、完全な直立体型となり、ゴジラと同様に指も4本になっている。
本作品でも危機感や恐怖を感じると、瞼のない大きな目の眼球が赤く光りだし、危険を同族に知らせるテレパシーのような能力を持つ。また、ゴジラから発せられる放射線の影響によって身体は少なからずゴジラ化しているうえ、体内には未発達とはいえ核反応が始まっており、反応炉を有している。劇中終盤の未希がテレパシーで見せたイメージ内では放射熱線を吐くが、シャボン玉状で威力は弱い。
好奇心が強いうえに警戒心が薄いため、スペースゴジラに近づいていった際には襲撃され、落下していた結晶体の檻に幽閉されるが、スペースゴジラがゴジラに倒されたことによって解放された。

### 制作（リトル）
アンケート調査でベビーゴジラがもう一度見たいキャラクターNo.1として選ばれたことにより、登場となった。丸っこく可愛らしい姿は、ヒットした『ゴジラvsモスラ』の分析により、女性層への訴求を意図したものである。公開当時、リトルゴジラの存在はファンの間でも賛否が分かれたという。
名称は特技監督の川北紘一が名付けた。脚本では、準備稿までベビーゴジラのままで「ジュニア」とも呼称されており、決定稿で初めてリトルゴジラの名が記された。製作の富山省吾や製作補の有正眞一郎らは、当初「チビゴジ」と呼んでいたが、川北から「チーママみたいだからやめろ」と言われたという。

### デザイン（リトル）
デザインは西川伸司が担当。前作でのベビーゴジラの没案をもとに再デザインされた。西川によるリトルの画稿も描かれているが、これは原型マケットを元に描かれたものであり、西川自身は版権イラストに近いものであると述べている。川北の要望で丸みを帯びたイメージとなっており、背びれもサボテンのような形状である。女児人気も意識し、顔は猫をイメージしている。
体色は、ベビーゴジラを踏襲したダークブルーも検討されたが、最終的には明るいグリーンとなった。川北は、緑に覆われたバース島での保護色であると想定している。

### 造型（リトル）
造型はモンスターズ。粘土原型は伊藤成昭、スーツ造形は山田陽が担当。デザインが難航し、3種類のマケットが制作された。
ゴジラとは似て非なる印象だが、背びれの配列や尾の形状など、細かいディテールはゴジラを踏襲したものとなっている。尾の芯となるパーツは、しならせやすいよう節状になっている。表皮にはアメリカ製のラテックスを用いており、劣化しにくいものであった。目はアクリル製。モンスターズ代表の若狭新一は、川北のこだわりが強いためにOKが出ず苦労したと語っている。ベビーゴジラのように目が赤く点滅するほか、口が稼働する。内部ギミックは、レプリカが制作した。
塗装にはスペースゴジラと同じく風船用塗料のサイカカラーを用いている。この塗料はラテックスと相性が良いことから導入されたが、火薬で焦げた箇所が水拭きでは直らなかったためスプレーで補修が行われ、若狭はオリジナルの色からどんどん変わっていったと述べている。
撮影用のほか、モンスターズによりイベント展示用の造形物がスーツと同じ型から作られた。
撮影後、CMで用いる予定であったスーツが盗難にあい、モンスターズで新たに作り直された。このスーツとイベント用の造形物は2021年時点で東宝の倉庫に保管されているのが確認されている。
富山は、川北が強いこだわりをもっていたことから、次第にリトルの顔が川北に見えてきたと述べている。脚本を手掛けた柏原寛司も同様に語っている。三枝未希役の小高恵美は、撮影中はリトルの姿を知らず、完成作品でベビーとは異なる姿を見て驚いたことを述懐している。

### 撮影・演出（リトル）
スーツアクターはリトル・フランキー。フランキーは身長112センチメートルのミゼットレスラーであり、その体格が造型に活かされたほか、演技においても体力面での不安がなかったという。スペースゴジラの攻撃でリトルが宙に浮くシーンでは、フランキーが中に入った状態で吊り上げられている。バース島のセット撮影は最終日で予定時間を越えて翌日早朝にまで及んだが、フランキーはそのまま本業の試合に向かったという。美術助手の高橋勲は、出発期限が迫った際は焦って撮影をしていたと証言している。
脚本では出番は多くなかったが、川北の要望により、スペースゴジラに襲われる場面などが追加された。川北は、リトルは成長過程の一過性のキャラクターであり、今しか撮ることができないという想いから入れ込んだことを述べている。また、リトルの描写については人間視点で巨大性を出すことよりも、ゴジラとの対比で可愛さや親子の感情を出すことを重視したといい、視点の統一をあえて崩したと述べている。演技については川北から細かい指示を出さず、自由に演技を行わせることでコミカルさやかわいさを表現している。
泡状の熱線は、シャボン玉をイメージしている。背びれを発光させるなどゴジラを思わせる描写を入れることで、ベビーとの差別化を図っている。

## ゴジラジュニア
『ゴジラvsデストロイア』に登場。『ゴジラアイランド』、セガサターン用ゲームソフト『ゴジラ 列島震撼』にも登場する。

### 『ゴジラvsデストロイア』のゴジラジュニア
リトルゴジラが、バース島に含まれる高純度の天然ウランが熱水の影響で起こした自然爆発による核分裂反応により、急激にゴジラの要素が強くなりはじめ、ゴジラと同様の怪獣化が進んだ姿。まだ小さいため、「ゴジラジュニア」もしくは「ジュニア」と呼ばれる。命名者はGフォース司令官の麻生孝昭。出現地点は御前崎→羽田空港→国際展示場。
直立していたリトルから、ベビーのように前傾姿勢になっている。ゴジラとの外見上の相違は、まだ成長過程にあって全体的にサイズが小さいこと、皮膚がリトルの名残をもつ緑色で腹部が明るいこと、未発達の背びれがゴジラに近い小さめであまり目立たないことなど。歯列はゴジラのように2列になり、顔つきこそゴジラに似て精悍になったものの、全体のフォルムはむしろゴジラザウルスに近いが、大型化している。細かい横のシワが腹部にあり、足首もゴジラよりずっと細くなっており、踵も上がっている。しかし、ゴジラとほぼ同威力の放射熱線（放射能火炎）を吐けるようになっており、身体能力はゴジラ化している。本作品では眼球が赤く光ることはない。
御前崎で生存が確認され、帰巣本能によりクジラを捕食しながらアドノア島へ帰ろうとしている中、ゴジラがジュニアを追ってアドノア島へ向かっていることが判明し、デストロイアと戦わせるためにゴジラをおびき寄せる囮として三枝未希と小沢芽留のテレパシーにより東京へ誘導され、遭遇したデストロイア（集合体）と天王洲で戦う。
当初デストロイア飛行体に対しては熱線の威力で優位に立つも、集合体との格闘戦では戦いに不慣れな様子を見せて押し込まれ、馬乗りの体勢で一方的に殴打された後、喉に第2の口を突き刺されて体内にミクロオキシゲンを注入され、口から泡を吹くなど苦戦するが、隙をついてゴジラ同様の熱線を放って反撃して押し返し、左右の突起を吹き飛ばすなどの善戦を見せ、集合体・飛行体を一度は倒すことに成功する。この戦闘では、未希が乗ったヘリコプターにデストロイアの飛翔体が襲いかかろうとしたとき、彼女の悲鳴に反応して熱線でデストロイアを攻撃する場面も見られることや、ゴジラと違って人類を襲わず建造物の故意的破壊を行っていないことから、人類との親和性はまだ高い状態にあると思われる。
その後、ジュニアを追って上陸したゴジラと羽田空港で再会するが、完全体となって飛来したデストロイアに連れ去られ、有明の上空から投げ落とされて悲鳴を上げながら国際展示場の建屋へ落下する。固い地面に全身を打ち付けられた上、さらにオキシジェンデストロイヤー・レイによる追撃を浴びせられた事で致命的なダメージを負う。
駆け付けた未希たちの前で目を閉じて力尽き、その後に駆け付けたゴジラが自らのエネルギーを分け与えてもほとんど反応せず再び目を閉じ、そのまま死亡したかに思われたが、ゴジラのメルトダウンによって大量に放出された高濃度の放射能を吸収して蘇生し、完全なゴジラへ急成長を遂げた。ラストは、ゴジラの死を覆い隠す霧の中から完全なゴジラとなったジュニアが姿を現して咆哮し、「ゴジラを襲名する新たな『始まり』」のシーンで、平成VSシリーズは終幕となる。
ジュニアが殺されたときにはゴジラが涙を流したように描写され、それを見た山根ゆかりが「ゴジラが、泣いてる」と呟く。その後、ゴジラはデストロイアに対して激しい攻撃を行った。

#### 制作（ジュニア）
公開当時はゴジラジュニアの存在は公開日まで極秘とされ、一般には明かされなかった。宣伝担当の大野浩は、「ゴジラの死」を主軸に宣伝するためには露出を減らす必要があり、特にゴジラの後継者であるジュニアは見せないほうがいいだろうとの考えであったと述べている。ただし、宣伝方針が決まる前に制作された生頼範義のポスターイラストにはジュニアが描かれてしまっていた。坂井孝行によるコミカライズ版では、公開前に発売された漫画雑誌『別冊コロコロコミック』掲載時はジュニアが登場せず2体のデストロイアが同士討ちになるという展開で、単行本化の際にジュニアとデストロイアの戦いに改められた。
特技監督の川北紘一は、「リトルがジュニアゴジラへ成長し、さらに若きゴジラへ成長していく」という構想を『ゴジラvsスペースゴジラ』の時点で述べていた。
企画初期には、リトルゴジラに初代ゴジラの怨念が取り付いてゴーストゴジラになるという案が存在し、西川伸司によるラフデザインも描かれていた。ジュニアの身長設定は、この企画案時に初代ゴジラと近いものと想定していたものであった。大森一樹による設定シナリオでは、ジュニアを旧日本軍の原子炉で完全なゴジラに成長させるという案も存在したが、ストーリーが複雑化することや陰惨な内容となることなどから不採用となった。大森は、原子炉の設定は以前に参加していたが未制作に終わった『鉄人28号』のリメイク企画から転用したと述べている。ゴーストゴジラの脚本として執筆された『ゴジラVSゴジラ』でも、三枝未希がリトルゴジラにプルトニウムを注入して復活させるという展開が存在した。

#### デザイン（ジュニア）
デザインは西川伸司と岡本英郎。ゴジラと恐竜の中間をイメージしてデザインされた。皮膚の質感はゴジラと同質のものとなっている。西川によるデザイン画では、設定身長が昭和のゴジラに近いことから、背びれの並びを昭和と同一にしており、中央の背びれのみを大型にしているが、実際の造形ではデザイン画よりも小さいものとなった。
川北は、リアル志向の強い作品であったため、前作のイメージそのままとはいかなかったと述べている。また、翌年に公開を控えていたハリウッド版『GODZILLA』のゴジラをイメージして恐竜の要素を取り入れたといい、当時は秘匿されていたハリウッド版のデザインを暗示させていたと述べている。グリーンの体色も、アメリカでのゴジラのイメージを意図したものである。
成長した新ゴジラのデザインも起こされていたが、予算やスケジュールの都合から実現せず、バーニングゴジラのスーツを黒く塗装したものを使用して撮影された。

#### 造型（ジュニア）
造型は東宝特殊美術。雛型は小林知己が製作した。
ゴジラよりも前傾姿勢のため、バランスの調整に苦慮したという。尾はゴジラよりも上につけており、足は15センチメートルほどの高下駄になっている。スーツアクターを務めた破李拳竜によると、前傾姿勢とするために腹部と脚の付根が一体化した構造となっており、デストロイアを見上げるシーンでは尾の付け根に乗って仰け反らなければならないなどの苦労があったという。ふくらはぎはファスナー式にして足を出し入れしやすくしていたが、実際にはシワが寄ってファスナーが上がらず、蝋を塗って滑らせていた。
スーツは1着だけのため、水中での撮影はスーツの足や尾を外して内部メカも防水を施したうえで行われたが、それでも水によってラジコンが故障し、有線操作に切り替えられた。撮影後は翌日の撮影に備えて内部メカを分解し、スーツも大型ドライヤーで乾かされた。
ベビーと同様、スーツ以外に東宝特美で作られた表情用のメカが仕込まれた上半身のみのメカニカルパペットが用意された。そのほか、ゴジラと共演するシーン用の人形（2尺サイズ、1/3サイズ）が製作された。こちらは尾から伸びた支柱で台座に固定されており、内部メカで足を動かすことにより、歩いているように見せている。粘土原型の制作は小林勉から酒井ゆうじが引き継いだ。セッティングには、頭部のみの置きジュニアが用いられた。
その後、スーツと小型モデルは2017年時点まで東宝の倉庫に保管されているのが確認されている。また、小林知己が撮影用とは別に小型モデルと同じ型から制作したFRP製モデルも存在している。

#### 撮影・演出（ジュニア）
スーツアクターは破李拳竜。
東宝スタジオ小プールで撮影されたジュニアが海上に出現するシーンでは、スーツの浮力が強いため沈みにくく、バーベルや船用のアンカーなどを取り付けて沈められた。
ジュニアが中心となる天王洲のシーンでは、ジュニアの身長設定に合わせてミニチュアは従来よりも大きい1/25スケールで作られた。
デストロイアとの戦いでは赤い血を流しており、まだ核の影響を受けきっておらずゴジラよりも恐竜に近い存在であることを示している。
脚本決定稿では、ジュニアは天王洲アイルでの戦いでデストロイアに敗北しており、ゴジラと再会するシーンは存在しなかった。このシーンを発案した川北は、ゴジラとジュニアの邂逅にデストロイアが割り込むことで感情移入を狙ったと述べている。このシーンのため、急遽ジュニアの小型モデルにギミックが追加された。また、脚本の描写ではジュニアが強すぎると感じ、オキシジェン・デストロイヤーには歯が立たないという表現に改めている。ジュニアが吐く熱線でデストロイアが爆発するシーンも撮影されていたが、編集段階でカットされた。
デストロイアに上空から国際展示場へ落とされるシーンは、実際に建物の上には落とさず、奥に落下させている。落とされる直前に首を折られる音が入れられているが、川北はそのような意図はなく首を締めているだけという演出であった。しかし、ジュニアの悲劇性が増すことで観客の感情が牽引され、ゴジラや三枝未希の悲しむ描写が活かされたと述べている。このシーンも脚本にはなく、ラストへの盛り上げと舞台を変える意図があった。
脚本では明確にゴジラ化したとの記述があるが、映像では曖昧にされている。川北は、咆哮を入れることでゴジラが生きていると受け取られないか危惧したという。このシーンはゴジラのスーツを用いているため、スーツアクターもゴジラ役の薩摩剣八郎が務めたが、薩摩はジュニア役のスーツアクターに演じてほしかったと述べている。
鳴き声は、当初はゴジラと似たものであったが、ゴジラと区別しづらいという音楽監督の伊福部昭からの意見により、変更された。新ゴジラの鳴き声はゴジラと同じものを用いている。ラストシーン用の楽曲も用意されていたが最終的に無音演出としており、伊福部からは鳴き声もなくてよいのではないかとの意見も挙がっていた。

### 『ゴジラアイランド』のゴジラジュニア
ゴジラアイランドの怪獣として登場する。オリジナルと違いゴジラの息子という設定。
怪獣病院の養護施設にいたが、ある程度の大きさになったので島の一員になる。養護施設を出た直後にメガロに拉致され、マタンゴ島の砦に幽閉されるが、ゴジラやモスラの共闘で救出される。その後、口から熱線を吐けるようになり、ゴジラと共に敵が差し向ける怪獣たちに立ち向かう。
- 造形物はバンダイのソフビ人形「東宝怪獣シリーズ」[213]。オリジナルとは違い目がかわいく茶色い体色をしている。
- オリジナル同様ゴジラの半分という設定だが、シーンによってはゴジラと同じ大きさだった。

#### ジゴラ
ジュニアに似た宇宙怪獣。トレマの故郷・トレンディル星に棲息していた古代生物。トレマと仲が良かったが、ザグレスの凶暴電波発信装置によって凶暴化し、トレマによって殺される。トレンディル星人とは平和協定を締結していた模様。劇中では合成で3体が登場。
- 『ゴジラアイランド』初のオリジナル怪獣である[215]。
- 体色は緑色[215]。造型物は、東宝怪獣シリーズのゴジラジュニアのリペイント[215]。
- 資料によっては、名称をトレンディル星の古代生物と記載している[216][217]。

### 『ゴジラ 列島震撼』のゴジラジュニア
デストロイア登場のマップに現れる。映画のジュニアよりもゴジラ寄りな体型になっているが、設定と同じく背鰭は小さく、体力回復力が速い。
ゲームでは人類の味方としてデストロイア（集合体）と戦う。ただし最終マップではゴジラと対峙すると敵と認識して攻撃する。逆にゴジラもジュニアを攻撃する。

## 脚註